# Trainline
A Trainline (anteriormente Thetrainline.com) é uma plataforma online internacional com sede em Londres, fundada em 1997. Opera no mercado ferroviário e rodoviário em vários países europeus, como o Reino Unido, França, Itália e Espanha. A Trainline vende bilhetes para viagens de comboio e passes, além de fornecer um acesso gratuito a horários e informações sobre estações de comboio através do seu site e aplicação móvel, disponível nas plataformas iOS e Android. 
A empresa integra a Bolsa de Valores de Londres e o Índice FTSE 250.

## História
A Trainline foi fundada em 1997 pelo Virgin Group, tendo as vendas de bilhetes online começado em 1999. Foi operada pela Capgemini. Mais tarde, a Stagecoach adquiriu uma participação de 49% da empresa. Em fevereiro de 2004, a Trainline fundiu-se com a Qjump, a sua principal adversária no mercado.
Em julho de 2006, a Exponent Private Equity adquiriu a Trainline. Um ano depois, a Trainline adquiriu a Advanced Smartcard Technologies e a ECEBS, apostando numa nova estratégia de entrar no mercdo dos cartões inteligentes. A ECEBS foi posteriormente vendida à Bell ID em novembro de 2012.
A empresa foi comprada da Exponent pela KKR em janeiro de 2015. Em agosto de 2015, a empresa mudou a sua designação de thetrainline.com para Trainline.

## Atividades
Além do serviço fornecido diretamente ao público através das próprias marcas, a Trainline presta serviços privados para algumas empresas de comboios do Reino Unido, bem como clientes empresariais e agentes de viagens. A Trainline também dispõe de um serviço de call center para vários dos clientes.